# NGC 3465
NGC 3465 este o galaxie spirală situată în constelația Dragonul. A fost descoperită în 2 aprilie 1801 de către William Herschel. Se află la o distanță de 101,82 megaparseci de Pământ.